# نهر توريك
نهر توريك نهر يقع في شمال غرب سلوفاكيا يبلغ طوله 66 كيلومترات. وهو أحد روافد نهر فاه ويصب فيه بعد عبوره مدينة مارتن. ينبع من جبال فاترا الكبرى.